# Gunnar Skoglund
Gunnar Skoglund (2 de septiembre de 1899 - 21 de septiembre de 1983) fue un actor, guionista y director de nacionalidad sueca.

## Biografía
Nacido en Estocolmo, Suecia, tras finalizar sus estudios de secundaria, ingresó en la Universidad de Estocolmo, donde se formó entre 1919 y 1921. Fue secretario de Ernst Rolf en 1925–1927, y de Per Lindberg en 1929–1931, con el cual hizo teatro estudiantil en la universidad. En su faceta de actor teatral utilizó el nombre de Erik Torstensson.
Cubrió los Juegos Olímpicos de verano de 1920 y 1924 para la publicación Idrottsbladet, y en los Juegos de 1932 trabajó para el noticiero SF-journalen, dándose a conocer como locutor del mismo. 
Debutó en el cine en 1928 en la cinta de Gustaf Edgren Svarte Rudolf, dirigiendo su primera producción en 1929, el corto Finurliga Fridolf. 
Además de su trabajo para el cine, dirigió varias obras en el Vasateatern y en el Östgötateatern. 
Estuvo casado entre 1929 y 1943 con la  actriz Signhild Björkman (1906-1994) y, desde 1944 hasta su muerte, con la también actriz Bibi Lindkvist (nacida en 1923). Fue tío del actor Rolf Skoglund.
Gunnar Skoglund falleció en 1983 en el Municipio de Nynäshamn, Suecia.

## Filmografía (selección)

### Director
- 1929 : Finurliga Fridolf
- 1932 : Landskamp
- 1935 : Vandring i våren
- 1936 : Vår randade väg
- 1937 : Katt över vägen
- 1938 : Fram för framgång
- 1939 : I deklarationstider
- 1940 : Man och kvinna
- 1941 : En kvinna ombord
- 1942 : Vårat gäng
- 1943 : En vår i vapen
- 1947 : Konsten att älska
- 1953 : Vägen till Klockrike
- 1954 : Ung man söker sällskap
- 1955 : Sista ringen
- 1956 : Blånande hav
- 1959 : För katten

### Guionista
- 1932 : Landskamp
- 1933 : Pettersson & Bendel
- 1938 : Fram för framgång
- 1940 : Man och kvinna
- 1941 : En kvinna ombord
- 1942 : Vårat gäng
- 1943 : En vår i vapen
- 1947 : Konsten att älska
- 1955 : Sista ringen
- 1959 : För katten

### Actor
- 1928 : Svarte Rudolf
- 1932 : Vi som går köksvägen
- 1935 : Vandring i våren
- 1936 : Vår randade väg
- 1937 : Katt över vägen
- 1942 : Vårat gäng
- 1962 : Den gula bilen

## Teatro

### Director
- 1944 : The skin of our teeth, de Thornton Wilder, Vasateatern[1]
- 1944 : Dödsdansen, de August Strindberg, Vasateatern
- 1947 : Den heliga familjen, de Rudolf Värnlund, Norrköping-Linköping stadsteater
- 1949 : Maskerad, de Ludvig Holberg, Vasateatern
- 1950 : U39, de Rudolf Värnlund, Norrköping-Linköping stadsteater
- 1950 : Kungen dansar, de Staffan Tjerneld, Castillo de Vadstena
- 1951 : On Monday next, de Philip King, adaptación de Eva Tisell, Norrköping-Linköping stadsteater
- 1954 : Värmlänningarna, de Fredrik August Dahlgren y Andreas Randel, Skansens friluftsteater

## Radioteatro, como director
- 1943 : The Mollusc, de Hubert Henry Davies [2]